# ピエリネン湖
ピエリネン湖（フィンランド語: Pielinen、ピエリス湖（フィンランド語: Pielisjärvi）と表記されることもある）は、フィンランド東部の湖。北カルヤラ県に属する。フィンランドで4番目に大きな湖で、流域面積は12,823 km2 (4,951 sq mi)に及び、フィンランド東部とロシアの間で、ほぼ同等に配分されている。湖とその流出河川が形作られたのは、土地の隆起をもたらした後氷期地殻均衡復元によるものである。フィンランドの湖では一般的なことだが、集水域に湿原の割合が多く、腐植物起源のフミン酸によって、湖水は暗い色をしている。
ピエリネン湖は、フィンランドのみならずロシアやスウェーデンにとっても歴史的に重要な北ヨーロッパの地域であり、カレリア人が居住しているカレリアの北端にある。ピエリネン湖の湖畔の一部は、コリ国立公園（フィンランド語: Kolin kansallispuisto）に指定されており、夏季の美しい風景やスキー、そしてリエクサやヌルメスで活動するルーナー・ハイキング・センターが中心のホワイトウォーター・ラフティングが著名である。

## 地形
湖は、フィンランド東部・北カルヤラ県に所在し、標高93.7 m (307 ft)である。湖面の面積は894.21 km2 (345.26 sq mi)であり、湖岸長は1,700 km (1,100 mi)、北緯62°54'から63°33'、東経29°7'から30°14'の位置にある。北西から南東方向に伸びる湖であり、長軸の長さは約120キロメートル (75 mi)、最大幅は約1 - 40 km (0.62 - 24.85 mi)である。湖の流域面積は、12,823 km2 (4,951 sq mi)であり、フィンランドとロシアにほぼ同等に配分されている。平均水深は9.9 m (32 ft)、最も深い部分で水深は60 m (200 ft)である。湖の水は、北西側にあるハーパ湖（フィンランド語: Haapajärvi）とヴァルティモ湖（フィンランド語: Valtimojärvi）及び、サラモヨキ川（フィンランド語: Saramojoki）、北東側にあるヴィエキンヨキ川（フィンランド語: Viekinjoki）、リエクサンヨキ川（フィンランド語: Lieksanjoki）から流入し、そしてユヴァンヨキ川の小規模な流域から西に流れ出ている。湖には多数の島嶼があり、比較的面積の大きいものとしては、パーラスマー島 (27.2 km2)、キュンシサーリ島 (13.7 km2)、ポロサーリ島 (10.4 km2)、トイネンサーリ島 (8.2 km2)、ハットゥサーリ島 (6.3 km2)、コヴェロンサーリ島 (6.1 km2)、レトゥサーリ島 (5.6 km2)がある。湖水は、南側からピエリスヨキ川に流出しており、より大規模なヴオクシ運河のサイマー湖につながっている。これは、材木運搬に使用される。水位の変動は、1.2 m (47 in)に抑制されている。これは、ピエリネン湖における水運業がかなり重要なものであるためである。ピエリネン湖の流域は、密な森林が多く、特にコリ丘を最高峰とする険しい西岸で顕著である。このコリ丘の標高は347メートル (1,138 ft)であり、ピエリネン湖流域の最高峰でもある。
ピエリネン湖の湖岸は、様々な様相を呈しており、不毛な土地、岩場、露出した土壌、ビーチなどが含まれている。フィンランド側の流域のほとんどは、森林で構成されており、流域7,063 km2 (2,727 sq mi)の内、56.6%以上が森林で占められている。この他は、沼地が27.2%、耕作地が6.1%、住宅地やその他の利用が5.5%となっている。流域の人口は83,400人となっており、内41,700人が都市部に41,700人が農村部に居住している。流域に位置する都市としては、湖の北側に位置するヌルメスと、東側に位置するリエクサがあり、それぞれ18,700人。11,500人の人口を有している。湖の西岸の一部がコリ国立公園（フィンランド語: Kolin kansallispuisto）に指定されている。

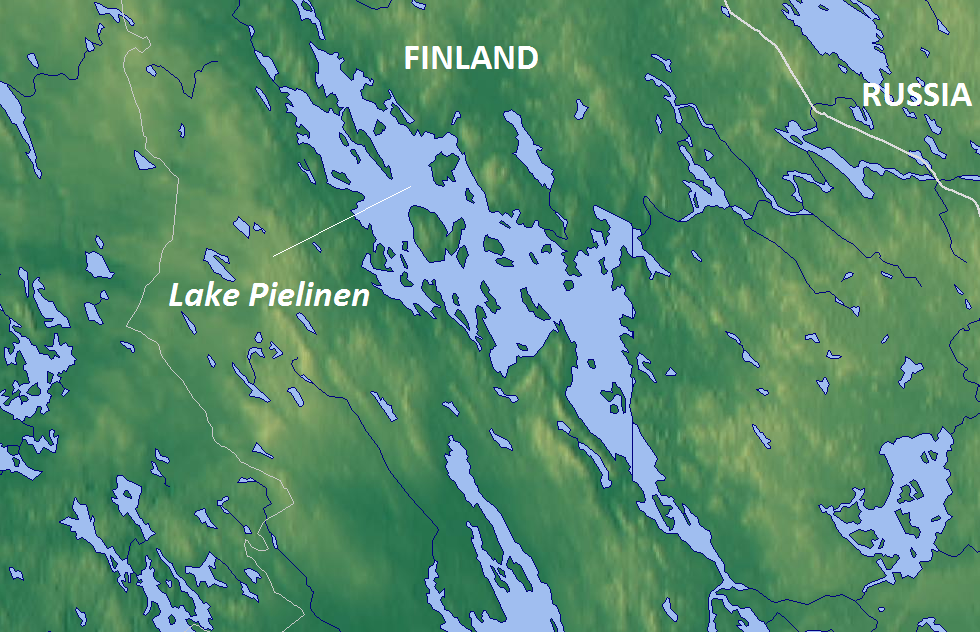
ピエリネン湖周辺の地図

森林の植生は、ヨーロッパアカマツやオウシュウトウヒで構成される針葉樹林が中心で、一部にカバノキで構成される落葉樹林がある。この湖の流域は、球果植物門自生地の北部地域に分類されている。また、沼地における草本の植生はイネ科、スゲ属、カヤツリグサ科の様な草本、ミズゴケ属に代表される蘚類を中心に構成されている。この地域で生産される農産物は、オオムギ、エンバク、牧草、ジャガイモであり、主に家畜の飼料に使われている。しかしながら、農業に使用されている土地は減少していると報告されている。この流域の主な産業としては、酪農、食肉業などの畜産、そして林業の関連業である。それに続く産業は、製紙業、製材業、製乳業、そしてゴム製品製造である。
ピエリネン湖の周辺は、道路の大規模なネットワークが形成されており、冬季の間、湖面が凍結すると湖面を使ってカーブのショートカットが行われる。
国道73号が湖の南側のウイマハルユから、風光明媚なピエリネン湖東岸を通っている。湖の南端には、ピエリスヨキ川の堰があり、サイマー湖まで繋がっている。

## 気象
気象に関するデータは、流域に存在する2つの大きな町、リエクサとユーカで1931年から1960年の間、記録された。リエクサにおいては、年間降雨量は平均583 mm (23.0 in)、年最低気温が平均−7.1 °C (19.2 °F)（12月）、年最高気温が平均16.4 °C (61.5 °F)（7月）であった。同じ期間のユーカの気象データでは、年間降水量が平均544 mm (21.4 in)、年最低気温は平均−7.1 °C (19.2 °F)（12月）、年最高気温は平均16.1 °C (61.0 °F)（7月）であった。1960年から1980年の間に記録されたデータを平均すると、湖水の凍結は11月21日から翌年の5月14日まで継続する。

## 植物相
湖中の植物プランクトンとしては、Chlamydomonas spp.、Monoraphidium confortum、M. dykowskii、Scenedesmus spp.、Tabellaria flocculosa、T. fenestrata、Melosira sp., Mallomonas sp.、Synura sp.、Dinobryon sp.、Merismopedia warmingiana、Anabaena flos-aquae、Aphanizomenon gracileが挙げられる。

## 動物相
湖の動物相は、8種類の底生生物、10種の魚類が生息しており、その内9種類が経済的に重要である。
ピエリネン湖で記録された底生生物は、昆虫網に分類されるもの（Dicrotenipeds pulsus、Glyptotendipens spp.、Polypedilum pullum、Chaoborus flavicans、Stictochironomus spp.、Tanytarsus spp.）、貧毛綱に分類されるもの（Limnodrilus hoffmeisteri）がある。
以前ピエリネン湖の特産であった陸封型のタイセイヨウサケは、今日では絶滅してしまった。現在でも生息している魚類としては、ヨーロピアンパーチ、ノーザンパイク、ローチ、モトコクチマス、Coregonus mulesum(シロマスの一種)、ラバレット(シロマスの一種)、カワメンタイ、ブリーム、パイクパーチ、ブラウントラウトが見られる。

## 水質
ピエリネン湖の湖水は、中栄養湖に分類される。しかしながら、湖の中には富栄養化が進んだ箇所がある。泥炭地が流域を占めており、これが原因で湖水にフミン酸が流入している。この結果、湖水は暗い色となっている。この特徴は、フィンランドの湖では典型的な特徴である。この他の湖水の化学的、物理的特徴の透明度、水素イオン指数、溶存酸素量、化学的酸素要求量、クロロフィル濃度、窒素濃度、リン濃度が計測されている。

## 利用
ピエリネン湖は、水運に利用されており、特に木材の運搬に使用されている。年間にピエリネン湖上を運搬される木材は、凡そ1200万トンに上ると推計されている。この他の利用としては、漁業資源が挙げられ、1981年の漁獲高は644トンであった。主にモトコクチマスとカワメンタイを材料とした製品が作られている。また、観光を目的としたレクリエーションなども盛んにおこなわれている。水泳、スポーツフィッシング、ヨットが広く行われている。また、湖の水は産業にも利用されており、1日74,000 m3 (2,600,000 cu ft)の水が発電所や工場に供給されている。

## 危惧
堆泥は問題となっていない。しかし、湖水の汚染物質量は日常的に計測されており、これらの値は管理されている。その項目の中には、食品の安全性を確保するためや、水を安全に利用するための水銀、亜鉛、銅、DDTが含まれている。下水処理場の適切な基準と衛生設備が維持されているため、下水道や一般廃棄物、工場利用からの汚染は非常に限定的である。

## 規制
ピエリネン湖やその流域を統治する国の基本法は1968年に制定されたフィンランドの水法（1987年改定）である。湖の完全な維持を担当するフィンランドの政府省庁は、フィンランド環境省とフィンランド農林省である。

## 観光
ピエリネン湖周辺で著名な観光地は、コリ国立公園とパーラスマー島である。

### コリ国立公園

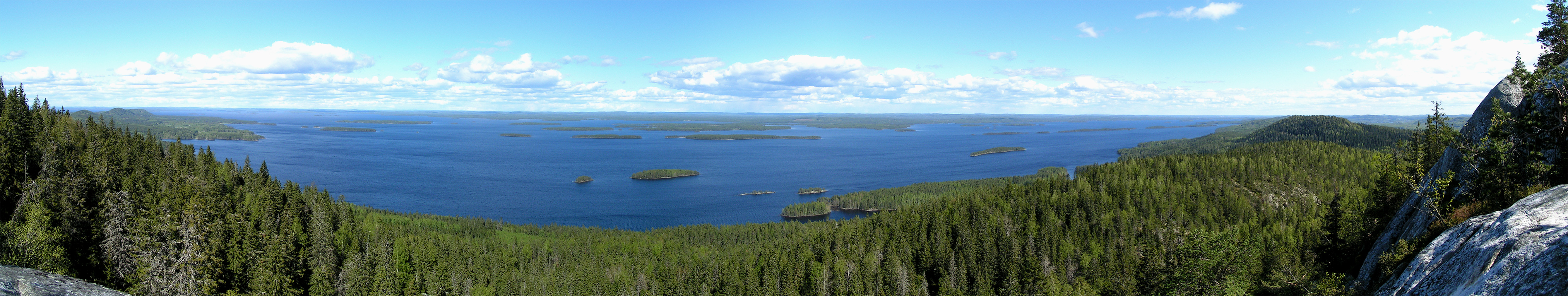
コリ国立公園の丘から望むピエリネン湖

コリ国立公園には、多数の島々が点在しており、それらは重要なフィンランドの象徴であると、フィンランド国家「我等の地」（フィンランド語: Maamme）で讃えられている。コリ国立公園は、1991年に国立公園に指定された。この指定の前には、コリの丘の頂上に建つホテル・コリの位置について、環境保護主義ロビイストと土地地権者との間で激しい議論が交わされた。この頂上と周辺、幅347 m (1,138 ft)程に広がる場所は、その素晴らしい景観をもって、フィンランドの芸術家であるペッカ・ハロネンとエーロ・ヤルネフェルトを絵画制作に駆り立てている。本土からはフェリーを用いることで到達可能である。著名なウィンタースポーツ・リゾート地でもあるこの公園では、ハイキングや船遊びを夏の間楽しむことが出来る。この国立公園には、90キロメートル (56 mi)近い遊歩道網が整備されている。低標高の位置にある駐車場からホテルの間も同じく遊歩道が整備されている。公園内最高峰の丘は、ウッコ＝コリ（フィンランド語: Ukko-Koli）と呼ばれており、アッカ＝コリ（フィンランド語: Akka-Koli）と呼ばれる別の頂上と結ばれている。アッカ＝コリの西側は、「静寂の寺院」と呼ばれる瞑想の場所である。その場所には、石の祭壇があり、岩の上に十字架が乗っている。この他の近傍の頂上としては、パハ＝コリ（フィンランド語: Paha-Koli）が知られており、その南側にはマクラヴァーラ（フィンランド語: Mäkrävaara）として知られる風光明媚な場所がある。公園内に存在するコリには、案内所やインターネット設備、郵便局が設置されている。公園内に所在するビジターセンターは、ルオントケスクス・ウッコ（フィンランド語: Luontokeskus Ukko、ウッコ・ネイチャー・センター）と呼ばれており、この公園の歴史や自然、地質に関する展示が行われている。更に、冬季の間は、2箇所のスキー場が開設される。このスキー場は、それぞれウッコ＝コリ（フィンランド語: Ukko-Koli）、ロマ＝コリ（フィンランド語: Loma-Koli）と呼ばれており、どちらも9基のリフトが設置され、60キロメートル (37 mi)の長さのクロスカントリースキーコースも設定されている。このクロスカントリースキーコースの内、24キロメートル (15 mi)は照明が設置されている。ここは、フィンランドの中で最も利用しやすいスキーリゾートの一つである。これらの丘は、マツとシラカンバに覆われている。
この国立公園内には、9か所に必要最低限の山小屋とキャンプ場が設置されている。更に湖畔にはマリーナと水泳場が整備されており、そこにはフヴィラヴァ（フィンランド語: huvilava）と呼ばれるダンスステージが設置されている。手漕ぎボートも利用可能で、湖上で航行することも可能である。

### パーラスマー島
パーラスマー島は、ピエリネン湖にある島の中で最も広い島であり、最高標高は海抜225メートル (738 ft)である。島へは、フェリーを使うことで到達できる。島には、展望タワーが建設されている。そして、トルニッレ（フィンランド語: tornille）と名付けられている通りで、パーラスマー島の歴史を反映した古民家を見ることが出来る。

## アイスロード
ほとんどの冬季において、ピエリネン湖では、コリとヴオニスラハティとの集落間にアイスロードが設定される。このアイスロードは7キロメートル (4.3 mi)の距離があり、この2つの集落間の距離を60キロメートル (37 mi)短絡する。このアイスロードの開設日は、その年の気候条件により異なる。これまでで最も速い開業は、2010年から2011年の冬季であり、12月15日であった。それまで最速の開業であったのは、1995年から1996年の冬季で、12月29日であった。一方で、2009年から2010年の冬季においては、このアイスロードは1月中旬まで開業することは無く、2008年から2009年の間の冬季では、2月中旬にようやく開業している。ヘルシンギン・サノマットは、この道がヨーロッパにおける同様の道の中で最も長いものだろうと述べたことがある。しかしながら、この主張は誤っており、エストニアにあるヒーウマー・アイスロードが25kmの距離があり、こちらの方がヨーロッパ最長であるとより広く信じられている。

## その他
小惑星 (1536) のピエリネンは、この湖にちなんで命名された。